# Harry Chapin
Harry Chapin (ur. 7 grudnia 1942 w Nowym Jorku, zm. 16 lipca 1981 w Jericho) – amerykański artysta muzyczny wykonujący utwory z gatunku rock i folk, autor tekstów, działacz humanitarny i producent muzyczny.

## Kariera muzyczna i działalność humanitarna
W latach 70. XX wieku osiągnął światową sławę i był jednym z najlepiej opłacanych artystów w swoim czasie. Zdobywca nagrody Grammy i uhonorowany w Grammy Hall of Fame. Chapin nagrał 14 płyt, z których każda osiągała światowy sukces.
Jako działacz społeczny włączał się w walkę z głodem na świecie. Był jednym z inicjatorów Komisji ds. głodu na świecie przy Prezydencie Stanów Zjednoczonych powstałej w 1977. Jeden z najbardziej aktywnych społecznie i politycznie artystów lat 70. XX w. w USA. Pośmiertnie nagrodzony w 1987 Złotym Medalem Kongresu za działalność humanitarną.

## Śmierć
16 lipca 1981 Harry Chapin jechał autostradą stanową nr 495 w stanie Nowy Jork na koncert w parku Prezydenta Eisenhowera w East Meadow w Nowym Jorku. Poruszał się po skrajnie lewym pasie z prędkością 105 km/h, gdy włączył kierunkowskaz w lewo, najprawdopodobniej przez problemy zdrowotne lub wadę auta. Zwolnił do 24 km/h i wjechał na środkowy pas prawie zderzając się z innym pojazdem. Odbił szybko w lewo, a następnie w prawo wprost pod koła ciężarówki. Rozpędzona maszyna nie mogła wyhamować i z ogromną prędkością uderzyła w samochód Chapina, który stanął w płomieniach. Dr Minoru Araki, zastępca naczelnego lekarza sądowego hrabstwa Nassau stwierdził, że „aorta Chapina została przeszyta ogromną siłą i zmarł z powodu potężnego krwotoku”. Dr Araki wykluczył w raporcie zawał serca za kierownicą jako przyczynę wypadku – autopsja wykazała, że serce muzyka było w bardzo dobrym stanie.